# Sudan (Schiff)
Die Sudan ist ein auf dem Nil verkehrendes Flusskreuzfahrtschiff und unter den circa 300 auf dem Fluss fahrenden Passagierschiffen das älteste und bekannteste.

## Bau und Betrieb
Erbaut wurde die Sudan im Jahr 1921 im schottischen Paisley. In der ersten Blütezeit des Ägypten-Tourismus um 1930 – vorwiegend durch die reiche Oberschicht Großbritanniens – fuhr das Schiff für den damaligen Marktführer Thomas Cook and Son.

## Namensgebung/Namenspräfix
Das Schiff wird im englischsprachigen Sprachraum vielfach als PS Sudan bezeichnet (für Paddle steamer = Raddampfer). In Deutschland wurde das Schiff von Tourismusanbietern von jeher als SS Sudan (für steam ship = Dampfschiff) vermarktet, da das Kürzel PS im deutschen Sprachraum unbekannt bzw. missverständlich ist.
Bereits um die Wende zum 21. Jahrhundert erhielt die Sudan einen Dieselantrieb; ihr markanter Schornstein ist seitdem lediglich Dekoration.

## Tod auf dem Nil – Roman und Filme
Tatsächlich beförderte die Sudan bereits Touristen auf dem Nil, während Agatha Christie sich dort aufhielt und Der Tod auf dem Nil schrieb. Es gibt aber keine Belege dafür, dass die Schriftstellerin tatsächlich auf diesem Schiff mitgefahren ist. Wie im Roman beschrieben, verkehrte das Schiff damals zwischen Kairo und Wadi Halfa durch die Schleusen der (alten) Assuan-Staumauer. Nach der Errichtung des Assuan-Staudamms in den 1960er Jahren war die Nilschifffahrt hier unterbrochen; die Sudan verblieb auf dem nördlichen Nilabschnitt und befuhr zuletzt den Abschnitt Luxor–Assuan.
Da die Sudan das einzig erhaltene, historische Nilkreuzfahrtschiff ist, diente sie bei beiden Verfilmungen des Romans (1978 mit Peter Ustinov und 2004 mit David Suchet) als Drehort. Beim Dreh des zweiten Films wurde durch Dekoration und Kameraführung vermieden, bekannte Perspektiven aus dem Vorgänger zu zeigen. Zu sehen ist allerdings, dass der Schornstein nicht raucht, sondern Dieselabgase aus dem Wasserauspuff kommen. In beiden Filmen trägt das Schiff den aus dem Roman bekannten Namen SS Karnak, in Anlehnung an den Karnak-Tempel bei Luxor.
Der weniger buchgetreu verfilmte Klassiker mit Peter Ustinov in der Rolle des Mannes mit den kleinen grauen Zellen entstand 1978 teilweise ebenfalls auf der 72 Meter langen SS Sudan, jedoch wurden viele Szenen aufgrund ihres damaligen Zustands auf einer Studioattrappe sowie auf der nur 40 Meter kurzen SS Memnon realisiert. Schon auf den ersten Blick ist die Form beider Schiffe recht verschieden: die Brücke der holzbraunen SS Sudan ist ein selbstständiger Aufbau auf dem Sonnendeck, während die Abdeckung um das seitliche Schaufelrad wie ein Halbkreis geformt ist. Auf der meist weiß fotografierten SS Memnon stellt die Brücke den vorderen Teil des Oberdecks unterhalb vom Sonnendeck, während die Form der Radabdeckung an einen Kotflügel eines Oldtimers erinnert.

## Touristische Positionierung
Hauptanziehungspunkt des Schiffes ist neben seiner doppelten Filmrolle sein Alter und das erhaltene Ambiente der 1930er-Jahre, das zumindest in puncto Stil die meisten modernen Schiffe aussticht. Preislich gehört die Sudan seit Beginn des Massentourismus zu den teuersten Schiffen.
Gleichzeitig bedingt das schwimmende Kulturdenkmal allerdings Abstriche beim technischen Komfort:
- Nur teilweise Klimatisierung (nur für Innenräume, nicht aber für die offenen Gänge).
- Ein Schwimmbecken fehlt; dieses ist auf modernen Schiffen dieser Größe in Ägypten Standard.[4]
- Kompromisse bei der Ausstattung von Bädern und Technologien wie TV oder Internet.
- Nur zwei Suiten sind wirklich Außenkabinen (Laufgänge außen).
- Die Konstruktion des Schiffes und fehlende Teppichböden führen zu Hellhörigkeit.
- Die Sudan kann nicht parallel zu anderen Schiffen anlegen (im Päckchen); sie benötigt, um den Zugang für die Passagiere zu gewährleisten, ihren eigenen Anlegeplatz.

## Aktuelle Nutzung
Seit der Jahrtausendwende ist der französische Reiseveranstalter Voyageurs du Monde Eigner der Sudan. Sie hat ihren Heimathafen in Kom Ombo.